# ジョン・マリン
ジョン・マリン（John Marin、1870年12月23日 - 1953年10月2日）は、20世紀前半のアメリカのモダニズムを代表する画家、版画家。

## 略歴
マリンは1870年、ニュージャージー州で生まれた。彼の母は出産後9日で亡くなり、二人の叔母に引き取られて育てられた。1899年からフィラデルフィアのペンシルベニア美術アカデミーでトマス・アンシュッツやウィリアム・メリット・チェイスに絵画を学ぶ。1905年から6年間ヨーロッパを旅し、パリからオランダ、ベルギー、イギリス、イタリアを旅した。
1909年および1910年、291ギャラリーにて個展を開催する。アルフレッド・スティーグリッツは、アメリカの前衛的な美術家の多くを紹介したが、その中でも、特にマリンを強く支持していたとも言われる。
1913年、アーモリー・ショーに出品した。ニューヨークの摩天楼やハドソン川、ブルックリン橋に強く魅せられ、これらの多くを作品の題材とした。その作品は、都会的な対象物を、半抽象的に、ダイナミックに描いたもので、動きのある画風は、未来派に通じるものも感じさせる。水彩画も得意とした。
1953年、メーン州にて没した。

## 日本での展覧会
日本においては、ジョン・マリンを正面から取り上げた展覧会は開催されていない。

## 日本での和書文献
日本において、ジョン・マリンを専門に取り上げた文献は存在しない。だが、以下の文献はジョン・マリンに触れている。
- アーモリー・ショウ物語（ミルトン・W. ブラウン、木村要一・翻訳、美術出版社、2006年）

## 作品
- Weehawken Square
- New York City, Woolworth Bridge under Construction
- Woolworth Building nr. 28
- Mrs. Haviland
- Brooklyn Bridge
- Stonington, Maine
- Outside Paris
- Lower Manhattan